# Commodore 16
Commodore 16 – komputer domowy wyprodukowany przez amerykańską firmę Commodore w roku 1984 na bazie procesora 7501 – zmodyfikowanej wersji 6502.
Plasował się w dolnej półce cenowej komputerów poniżej 100 dolarów. Model ten nie był kompatybilny z Commodore 64, był kompatybilny z komputerami Commodore 116 i Commodore Plus/4. Uboższa wersja – Commodore 116 – sprzedawana była wyłącznie w Europie.

## Historia
C16 został zaprojektowany, aby konkurować z komputerami o cenach poniżej 100 dolarów firm Timex Corporation, Mattel i Texas Instruments. Maszyny firm Mattel i Timex były tańsze od Commodore VIC-20, a wprowadzenie C16 (mimo że VIC posiadał większy wybór urządzeń zewnętrznych, pełnowymiarową klawiaturę i więcej pamięci niż produkty konkurencji) miało dać możliwość wejścia Commodore w ten segment komputerów. Texas Instruments TI-99/4A plasował się cenowo między VIC-20 a C64, a jego możliwości również leżały między tymi dwoma komputerami, ale Texas Instruments zaniżało cenę produktu. C16 był bardziej zbliżony parametrami do TI-99/4A niż starzejący się już VIC-20.
Dodatkowo prezes firmy Commodore Jack Tramiel obawiał się wejścia na rynek firm japońskich i pojawienia się ich komputerów z jeszcze niższymi cenami. Przewidywania te w stosunku do komputerów osobistych jednak nie sprawdziły się, mimo że Japończycy zdominowali wkrótce amerykański rynek konsoli gier wideo.

## Opis

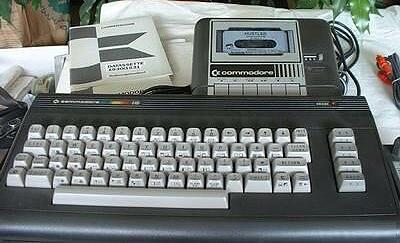
Commodore 16 ze specjalnym magnetofonem Datassette 1531

Z zewnątrz C16 przypominał komputery VIC-20 czy C64, jednak obudowa była czarna z szarymi klawiszami. Możliwości komputera kształtowały się pomiędzy VIC-20 a C64 – C16 posiadał 16 kB RAMu (rozszerzalnej do 64 kB) z 12 kB dostępnymi dla wbudowanego interpretera języka BASIC, nowy chipset dźwiękowy (dźwięk jednokanałowy) i graficzny umożliwiający wyświetlenie 128 kolorów w trybie tekstowym 40×25 pikseli (w rzeczywistości 121, gdyż odcienie czarnego były wyświetlane jako kolor czarny), chip TED (lepszy niż VIC użyty w VIC-20, ale pozbawiony możliwości wyświetlania sprite’ów i zaawansowanych możliwości zaimplementowanych w układzie graficznym VIC-II z komputera C64). Wbudowany w ROM BASIC 3.5 był jednak lepszy od BASIC 2.0 z komputerów VIC-20 i C64 i zawierał komendy dla dźwięku i grafiki bitmapowej (2 kolory w rozdzielczości 320×200 pikseli lub 4 kolory w rozdzielczości 160×200 pikseli).
Największymi niedogodnościami C16 był brak kompatybilnego z VIC-20/C64 złącza magnetofonu Datassette, brak portu gier oraz złącza modemu. Commodore sprzedawało przeznaczone specjalnie dla rodziny C16 magnetofony Commodore 1531 oraz dżojstiki, ale wkrótce pojawiły się konwertery umożliwiające podłączenie urządzeń z VIC-20/C64. Oficjalną przyczyną zmiany portu dżojstików było zmniejszenie interferencji fal radiowych. Port szeregowy C16 posiadał interfejs IEEE-488.
Do rodziny komputerów C16 należały także maszyny Commodore 116 (tańsza wersja C16) i Commodore Plus/4 (przeznaczona dla małego biznesu).

## Popularność na rynku
Według wielu opinii podjęcie produkcji komputera C16 było nieporozumieniem, a o jego losie zaważyła niekompatybilność z VIC-20 i C64, niskie parametry techniczne oraz niewielka liczba programów i gier (ich tworzenie było bardzo utrudnione ze względu na brak sprite’ów). W USA komputer sprzedawał się bardzo słabo i wkrótce wycofano go z rynku, zastępując modelem C64. Sytuacja była niewiele lepsza w Europie.